# 2022 en Libye
Chronologie de la Libye
- 2018
- 2019
- 2020
- 2021
- 2022
- 2023
- 2024
- 2025
- 2026

Cet article traite des événements qui se sont produits durant l'année 2022 en Libye ou qui concernent ce pays.

## Événements
- 10 février : nomination, par le parlement de Tobrouk, du Fathi Bachagha comme premier ministre[1].
- 3 mars : début de la crise politique de 2022 en Libye, lorsque Fathi Bachagha est investi Premier ministre par la Chambre des représentants face à Abdel Hamid Dbeibah.
- 11 au 14 mai : affrontements de 2022 à Tripoli, survenus entre les forces fidèles aux Premiers ministres libyens rivaux Fathi Bachagha et Abdel Hamid Dbeibah.
- 7 octobre : la pandémie de Covid-19 en Libye démarre officiellement le 24 mars 2020. À la date du 7 octobre 2022, le bilan est de 6 437 morts.

## Sport
- La saison 2021-2022 du Championnat de Libye de football est la quarante-neuvième édition du championnat de première division libyenne. Vingt clubs prennent part au championnat organisé par la fédération. Les équipes sont réparties en deux poules de dix où elles rencontrent leurs adversaires deux fois au cours de la saison. À l'issue du premier tour, les trois premiers de chaque groupe s'affrontent pour déterminer les qualifiés pour la Ligue des champions et pour la Coupe de la confédération et le champion de Libye. À la fin des rencontres des poules, les  derniers de chaque poule sont relégués, les avant-derniers disputent un barrage de maintien.